# Tracteur pulling
 (juillet 2012).
Si vous disposez d'ouvrages ou d'articles de référence ou si vous connaissez des sites web de qualité traitant du thème abordé ici, merci de compléter l'article en donnant les références utiles à sa vérifiabilité et en les liant à la section « Notes et références ».

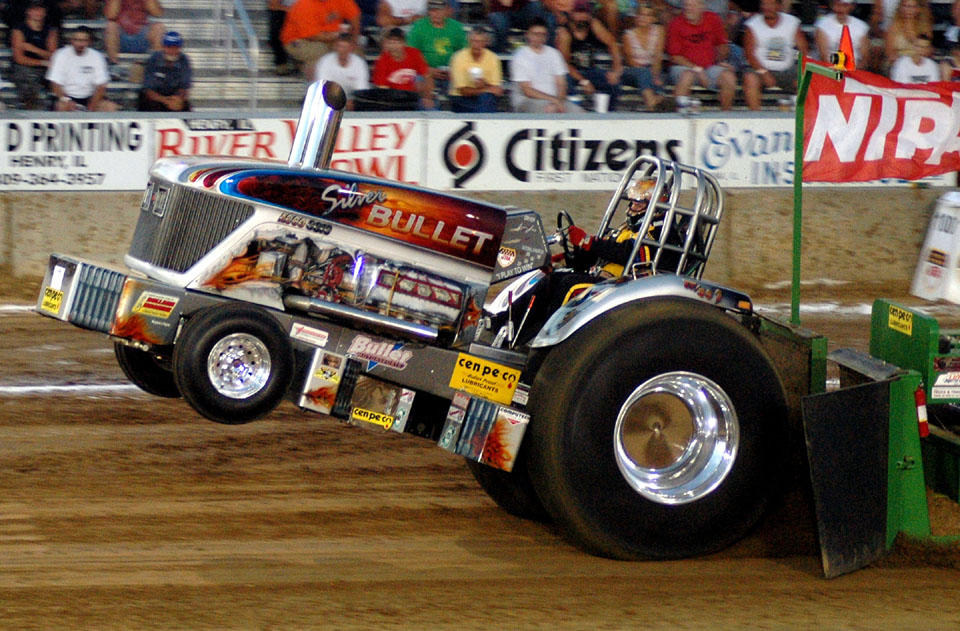
Le Silver Bullet à Henry, Illinois, en 2006.

Le tractor pulling (en franglais « tracteur pulling », « Tire de tracteurs » au Québec) est un sport mécanique pratiqué principalement aux États-Unis, en Australie, et en Europe du Nord.

## Historique
À la fin du XIXe siècle, les fermiers américains se lançaient des défis pour prouver la force de leurs chevaux de trait. Ils attelaient une porte de grange à un cheval et les fermiers montaient les uns après les autres sur la porte jusqu'à obtenir l'arrêt du cheval. Le cheval pouvant tirer le plus de personnes sur la plus grande distance était gagnant. Cette discipline, appelée Horse pulling (en), se pratique toujours aujourd'hui avec des lests de béton.
Des engins motorisés sont utilisés pour la première fois en 1929 pour un tel exercice dans le Missouri et l'Ohio. En 1969, la National Tractor Pullers Association (NTPA) est fondée par des représentants de huit États pour structurer la discipline aux États-Unis. Au fil des années, les puissances des tracteurs agricoles augmentent et quelques pilotes commencent à modifier leurs mécaniques... Afin de stopper les engins, les remorques spécifiques à la discipline voient le jour. Elles ont recours à un système de poids se déplaçant vers l'avant et exerçant une pression sur un patin plaqué sur la piste. Dès les années 1970, toujours aux États-Unis, les premiers « monstres » débarquent sur les pistes. Ils sont équipés de moteurs d'avions, de chars, de bateaux ou encore de V8 provenant directement de l'univers du dragster!
En Australie, le premier évènement de tractor pulling se tient en 1976.
En France, le tractor pulling apparaît en 1983 sous le nom de « Tractosaure » grâce notamment à des personnes comme Pierre Bouhours, Philippe et Daniel Chauvin, Joseph Leroy à Bernay ou encore à Amboise (Indre-et-Loire). Arrivé au début des années 1970 en Europe sous l'impulsion hollandaise, le Pulling s'expose pour la première fois en France en 1983. À l'époque, les « Tractosaures » affichent des puissances allant de 500 à 1 500 chevaux. Les tractodromes font le plein de fans et les tribunes s'agrandissent d'année en année. Face au succès grandissant de la discipline, une fédération nationale est créée et un championnat de France voit le jour. Dans les années 1990, le terme Tracteur Pulling est conservé et porté par la Fédération et les organisateurs français (Bernay, Bouconville, Lubersac, Sens De Bretagne, Aizenay, Windenhof).

## But

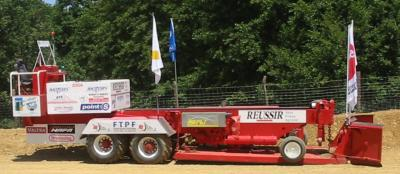
Charge à tirer par le tracteur.

Contrairement aux dragsters, avec lesquels on compare parfois ce sport, le but n'est pas tant d'aller vite que d'aller loin.
Il s'agit de tracter une remorque à masse variable le plus loin possible, jusqu'au Full-Pull (100 mètres). La remorque se compose d'un godet destiné à recevoir des masses, ce godet avance pour appuyer de plus en plus vers l'avant, de fait la remorque devient un traîneau en quelques secondes. La remorque atteint même en fin de course une position de bêche (elle entre dans le sol de plusieurs centimètres).
La remorque, homologuée, doit pouvoir arrêter les meilleurs tracteurs avant les 100 mètres, et dans la catégorie 4,5 tonnes, certains tracteurs atteignent les 12 000 chevaux. Les machines de compétitions les plus puissantes ne ressemblent que peu aux tracteurs agricoles.

## Machines

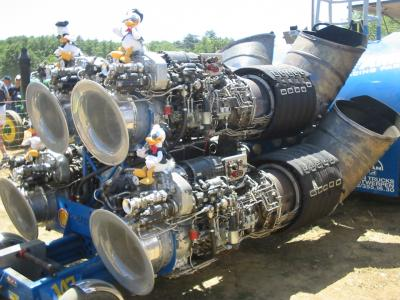
Tracteur doté de quatre turbomoteurs.

Les tracteurs sont toujours munis de barres anti-retournement, d'arceaux de sécurité et d'un coupe-circuit, appelés aussi « ROPS » (pour « Roll Over Protection System », en français « système de protection de retournement »).
La plupart du temps, les moteurs viennent de l'aéronautique comme des moteurs en étoile ou des V12, mais on trouve aussi parfois des moteurs d'origine automobile de type V8. Pour la catégorie Pro-stock, les bloc-moteurs sont ceux d'origine. Le nombre de moteurs et la cylindrée ne sont pas limités. Certains tracteurs dépassent les 145 dB pendant un run.
Les réservoirs sont très petits, autour des 30 à 40 litres. Dans certains cas, cette quantité est presque intégralement consommée sur un seul run.

### Exemples de moteurs
Source.
- Deutz V10 développant 1 000 ch.
- Hercules 14-cylindres développant 2 500 ch.
- Rolls-Royce V12 développant 3 000 ch.
- 4 turbines Isotov TV2 développant 4 800 ch (1 200 ch par turbine).
- 4 turbines Isotov TV3 développant 7 200 ch (1 800 ch par turbine).
- Mercedes V10 développant 1 200 ch.
- Chevy V8 développant 2 200 ch.
- Keith Black V8 développant 2 500 ch.
- Brad Anderson V8 développant 2 500 ch.

## Déroulement

### Qualifications
Dans un premier temps, le pilote doit amener sa machine en moins de deux minutes devant la remorque, il doit aussi pouvoir réaliser sa marche arrière qui lui permet de s'aligner à la remorque. Pour être qualifié, il doit réaliser le Full-Pull (100 mètres) sans casser sa mécanique, du moins sans faire tomber aucune pièce mécanique (même un tout petit boulon) ou bien laisser échapper de l'huile sur le terrain.

### Finale
La finale se déroule de la même manière, mais avec une remorque beaucoup plus lourde, avec une bêche plus importante et une avancée du godet plus rapide. En finale, le Full-Pull n'est pas obligatoire, mais plus le tracteur va loin plus on a de chance de remporter la compétition.

## Catégories en France
On trouve plusieurs catégories :
- les garden (sorte de tondeuses à gazon) ;
- les 0,96 t ;
- les 2,5 t ou Light Modified;
- les 3,5 t ou Modified ;
- les 4,5 t ou Heavy Modified ;
- les Pro-stock ;
- les Super-stock Limited ;
- les Super-stock.

Il est possible pour certains tracteurs de concourir dans les deux catégories 3,5 et 4,5 tonnes.